# Syllepte silacealis
Syllepte silacealis là một loài bướm đêm trong họ Crambidae.